# Mistrzostwa Świata Juniorów w Judo 2009
Mistrzostwa Świata Juniorów w Judo 2009 – zawody, które odbywały się pomiędzy 22 i 25 października w stolicy Francji - Paryżu. Główną areną zawodów był Stade Pierre de Coubertin.

## Państwa uczestniczące
| - Południowa Afryka - Albania - Algieria - Andora - Argentyna - Armenia - Australia - Austria - Azerbejdżan - Belgia - Białoruś - Botswana - Bośnia i Hercegowina | - Brazylia - Bułgaria - Chile - Chorwacja - Kostaryka - Cypr - Dania - Egipt - Ekwador - Estonia - Filipiny - Francja - Grecja - Gruzja - Hiszpania | - Holandia - Irlandia - Izrael - Japonia - Jemen - Kanada - Kazachstan - Kolumbia - Korea Południowa - Kuba - Litwa - Monako - Mongolia - Mołdawia - Niemcy | - Niger - Nowa Zelandia - Polska - Portugalia - Czechy - Dominikana - Rosja - Rumunia - Serbia - Stany Zjednoczone - Szwajcaria - Szwecja - Słowacja - Słowenia | - Tadżykistan - Chińskie Tajpej - Turcja - Tunezja - Ukraina - Uzbekistan - Wenezuela - Wielka Brytania - Węgry - Włochy - Łotwa |

## Reprezentacja Polski

### kobiety
- Adriana Grabowicz – odpadła w eliminacjach (48 kg)
- Zuzanna Pawlikowska – 7. (52 kg)
- Agata Perenc – odpadła w eliminacjach (57 kg)
- Luiza Czakańska – odpadła w eliminacjach (63 kg)
- Daria Pogorzelec – 5. (70 kg)
- Joanna Jaworska – odpadła w eliminacjach (+78 kg)

### mężczyźni
- Łukasz Kiełbasiński − brązowy medal (55 kg)
- Grzegorz Lewiński − srebrny medal (66 kg)
- Grzegorz Wieczorek − odpadł w eliminacjach (60 kg)
- Piotr Płoński − odpadł w eliminacjach (73 kg)
- Błażej Mielcarek − odpadł w eliminacjach (81 kg)
- Jakub Zarzeczny − odpadł w eliminacjach (90 kg)
- Tomasz Domański − srebrny medal (100 kg)
- Damian Nasiadko − odpadł w eliminacjach (+100 kg)

## Medale

### Mężczyźni
| Konkurencja: | Złoto:            | Srebro:               | Brąz:                                |
| −55 kg       | Toru Shishime     | Ilgar Muszkijew       | Huang Sheng Ting Łukasz Kiełbasiński |
| −60 kg       | Hirofumi Yamamoto | Tumurkhuleg Davaadorj | Ilias Izmagiłow Florent Urani        |
| −66 kg       | Junpei Morishita  | Grzegorz Lewiński     | Zsolt Gorjanacz Kanneth van Gansbeke |
| −73 kg       | Yuki Nishiymaia   | Witalij Popowicz      | Thibault Dracius Lasha Zurabiani     |
| −81 kg       | Loic Pietri       | Magomed Magomiedow    | Yannick Gutsche Tomohiro Kawakami    |
| −90 kg       | Quedjau Nbahali   | Archil Shinjikaszwili | Grigorij Minaskin Daiki Nishiyama    |
| −100 kg      | Lukas Krpalek     | Tomasz Domański       | Tobias Mol Alejandro San Martin      |
| +100 kg      | Cho Eun-Saem      | Magomed Nażmudinow    | Andre Breitbarth Domenico Di Guida   |

### Kobiety
| Konkurencja: | Złoto:            | Srebro:          | Brąz:                            |
| −44 kg       | Tomoka Yomogita   | Katharina Menz   | Antonieta Galleguilos Ebru Sahin |
| −48 kg       | Sara Menezes      | Hiromi Endo      | Derya Cibir Kim Mi Ri            |
| −52 kg       | Majlinda Kelmendi | Shahar Levy      | Chiho Kagaya Tugba Zehir         |
| −57 kg       | Hedvig Karakas    | Juul Franssen    | Tina Trsetenjak Aiko Uryu        |
| −63 kg       | Sayuri Yamamoto   | Song Sea-Rom     | Vlora Bedeti Mariana Silva       |
| −70 kg       | Haruka Tachimoto  | Lucie Perrot     | Daria Dawidowa Abigel Joo        |
| −78 kg       | Akari Ogata       | Kayla Harrison   | Mayra Aguiar Luise Malzahn       |
| +78 kg       | Larisa Cerić      | Iryna Kindzerśka | Sandra Jablonskyte Kanae Yamabe  |